# 池川博士
池川 博士（いけがわ ひろし、1953年8月11日 - ）は、日本の総務官僚。総務省九州管区行政評価局長や、独立行政法人情報通信研究機構理事長代行、総務省政策統括官を務めた。退官後、NTT都市開発監査役、NTT西日本監査役、公益財団法人情報通信学会監事。

## 人物・経歴
大阪府出身。大阪府立天王寺高等学校を経て、1978年京都大学法学部卒業、郵政省入省。郵政省電気通信局データ通信課主査、同課長補佐、郵政大臣官房人事部人事課課長補佐等を経て、1992年郵政省近畿郵政局人事部長。1994年郵政省郵務局総務課財務計画室長。1995年内閣法制局第二部参事官。1998年内閣法制局第三部参事官。2000年郵政大臣官房総務課総括専門官（特命担当）。
2001年総務省参事官（郵政公社統括官付）。2003年総務省郵政企画管理局総務課長兼施設情報計画課長。同年総務省郵政行政局総務課長。2004年総務省郵政行政局参事官兼総務課長。2005年総務省郵政行政局次長。2006年総務省九州管区行政評価局長。
2007年独立行政法人情報通信研究機構理事長代行（総務部、財務部、情報通信振興部門、監査室、情報推進室担当）。2009年からは総務省政策統括官（統計基準担当）を務め、統計法改正を受けて国勢調査などの統計整備を進めた。2011年退官。2012年財団法人郵政福祉嘱託員（専門役）、NTT都市開発常勤監査役。2015年NTT西日本監査役。公益財団法人情報通信学会監事も務めた。
2025年（令和7年）春の叙勲で瑞宝中綬章を受章した。